# Wereldkampioenschappen shorttrack 2024
De wereldkampioenschappen shorttrack 2024 werden van 15 tot en met 17 maart 2024 georganiseerd in Ahoy te Rotterdam, Nederland. 

## Medailles

### Mannen
| Onderdeel | Goud                                               | Goud     | Zilver                                                        | Zilver   | Brons                                                              | Brons    |
| --------- | -------------------------------------------------- | -------- | ------------------------------------------------------------- | -------- | ------------------------------------------------------------------ | -------- |
| 500m      | Lim Hyo-jun                                        | 41,592   | Denis Nikisja                                                 | 41,676   | Jordan Pierre-Gilles                                               | 52,289   |
| 1000m     | William Dandjinou                                  | 1.25,534 | Pietro Sighel                                                 | 1.25,555 | Luca Spechenhauser                                                 | 1.26,026 |
| 1500m     | Sun Long                                           | 2.23,009 | Jens van 't Wout                                              | 2.23,260 | Brendan Corey                                                      | 2.23,428 |
| Aflossing | China Lin Xiaojun Liu Shaoang Liu Shaolin Sun Long | 7.18,468 | Zuid-Korea Hwang Dae-heon Kim Gun-woo Lee Jeong-min Seo Yi-ra | 7.18,641 | Polen Łukasz Kuczyński Michał Niewiński Félix Pigeon Diané Sellier | 7.19,103 |

### Vrouwen
| Onderdeel | Goud                                                                         | Goud     | Zilver                                                                           | Zilver   | Brons                                                        | Brons    |
| --------- | ---------------------------------------------------------------------------- | -------- | -------------------------------------------------------------------------------- | -------- | ------------------------------------------------------------ | -------- |
| 500m      | Kim Boutin                                                                   | 42,626   | Xandra Velzeboer                                                                 | 42,833   | Kristen Santos-Griswold                                      | 42,929   |
| 1000m     | Kristen Santos-Griswold                                                      | 1.42,717 | Kim Gilli                                                                        | 1.43,049 | Arianna Fontana                                              | 1.43,074 |
| 1500m     | Kim Gilli                                                                    | 2.21,192 | Kristen Santos-Griswold                                                          | 2.21,413 | Corinne Stoddard                                             | 2.22,244 |
| Aflossing | Nederland Selma Poutsma Yara van Kerkhof Michelle Velzeboer Xandra Velzeboer | 4.07,788 | Verenigde Staten Eunice Lee Julie Letai Kristen Santos-Griswold Corinne Stoddard | 4.08,061 | Canada Danaé Blais Kim Boutin Rikki Doak Renée Marie Steenge | 4.12,675 |

### Gemengd
| Onderdeel | Goud                                            | Goud     | Zilver                                                             | Zilver   | Brons                                                                              | Brons    |
| --------- | ----------------------------------------------- | -------- | ------------------------------------------------------------------ | -------- | ---------------------------------------------------------------------------------- | -------- |
| Aflossing | China Fan Kexin Gong Li Lim Hyo-jun Liu Shaoang | 2.37,697 | Italië Chiara Betti Andrea Cassinelli Arianna Sighel Pietro Sighel | 2.37,747 | Verenigde Staten Andrew Heo Marcus Howard Kristen Santos-Griswold Corinne Stoddard | 2.39,369 |

### Medailleklassement
| Plaats | Land             | Goud | Zilver | Brons | Totaal |
| 1      | China            | 3    | 0      | 0     | 3      |
| 2      | Zuid-Korea       | 2    | 2      | 0     | 4      |
| 3      | Canada           | 2    | 0      | 2     | 4      |
| 4      | Verenigde Staten | 1    | 2      | 3     | 6      |
| 5      | Nederland        | 1    | 2      | 0     | 3      |
| 6      | Italië           | 0    | 2      | 2     | 4      |
| 7      | Kazachstan       | 0    | 1      | 0     | 1      |
| 8      | Australië        | 0    | 0      | 1     | 1      |
| 8      | Polen            | 0    | 0      | 1     | 1      |
| Totaal | Totaal           | 9    | 9      | 9     | 27     |

Wereldkampioenschap shorttrack (individueel)

Champaign 1976 · 
Grenoble 1977 · 
Solihull 1978 · 
Quebec 1979 · 
Milaan 1980 · 
Meudon 1981 · 
Moncton 1982 · 
Tokio 1983 · 
Peterborough 1984 · 
Amsterdam 1985 · 
Chamonix 1986 · 
Montreal 1987 · 
St. Louis 1988 · 
Solihull 1989 · 
Amsterdam 1990 · 
Sydney 1991 · 
Denver 1992 · 
Peking 1993 · 
Guildford 1994 · 
Gjövik 1995 · 
Den Haag 1996 · 
Nagano 1997 · 
Wenen 1998 · 
Sofia 1999 · 
Sheffield 2000 · 
Jeonju 2001 · 
Montreal 2002 · 
Polen 2003 · 
Göteborg 2004 · 
Peking 2005 · 
Minneapolis 2006 · 
Milaan 2007 · 
Gangneung 2008 · 
Wenen 2009 · 
Sofia 2010 · 
Sheffield 2011 · 
Shanghai 2012 · 
Debrecen 2013 · 
Montreal 2014 · 
Moskou 2015 · 
Seoel 2016 · 
Rotterdam 2017 · 
Montreal 2018 ·
Sofia 2019 ·
Seoel 2020 ·
Dordrecht 2021 ·
Montreal 2022 ·
Seoel 2023 ·
Rotterdam 2024 ·
Peking 2025
Wereldkampioenschap shorttrack (teams)

Seoul 1991 · 
Nobeyama 1992 · 
Boedapest 1993 · 
Cambridge 1994 · 
Zoetermeer 1995 · 
Lake Placid 1996 · 
Seoel 1997 · 
Bormio 1998 · 
St. Louis 1999 · 
Den Haag 2000 · 
Nobeyama 2001 · 
Milwaukee 2002 · 
Boedapest 2003 · 
Sint-Petersburg 2004 · 
Chuncheon 2005 · 
Montreal 2006 · 
Boedapest 2007 · 
Harbin 2008 · 
Heerenveen 2009 · 
Bormio 2010 · 
Warschau 2011
Wereldkampioenschappen shorttrack junioren

Seoel 1994 ·
Calgary 1995 ·
Courmayeur 1996 ·
Marquette 1997 ·
Saint Louis 1998 ·
Montreal 1999 ·
Székesfehérvár 2000 ·
Warschau 2001 ·
Chuncheon 2002 ·
Boedapest 2003 ·
Peking 2004 ·
Belgrado 2005 ·
Miercurea Ciuc 2006 ·
Mladá Boleslav 2007 ·
Bozen 2008 ·
Sherbrooke 2009 ·
Taipei 2010 ·
Courmayeur 2011 ·
Melbourne 2012 ·
Warschau 2013 ·
Erzurum 2014 ·
Osaka 2015 ·
Sofia 2016 ·
Innsbruck 2017 ·
Tomaszów Mazowiecki 2018 ·
Montreal 2019 ·
Bormio 2020 ·
Salt Lake City 2021 ·
Gdańsk 2022 ·
Dresden 2023 ·
Gdańsk 2024 ·
Calgary 2025